# Szabolcs Schön
Szabolcs Schön (Budapest, 27 de septiembre de 2000) es un futbolista húngaro que juega en la demarcación de extremo para el Bolton Wanderers F. C. de la League One.

## Selección nacional
Tras jugar con la selección de fútbol sub-16 de Hungría, la sub-17, la sub-18, la sub-19 y la sub-21, finalmente debutó con la selección de fútbol de Hungría el 8 de junio de 2021. Lo hizo en un partido amistoso contra Irlanda que finalizó con un resultado de empate a cero.

## Clubes
| Club                   | País           | Año       | Partidos | Goles |
| ---------------------- | -------------- | --------- | -------- | ----- |
| Jong Ajax              | Países Bajos   | 2018-2019 | 1        | 0     |
| MTK Budapest           | Hungría        | 2019-2021 | 52       | 15    |
| FC Dallas              | Estados Unidos | 2021-2022 | 26       | 0     |
| MOL Fehérvár F. C.     | Hungría        | 2022-2024 | 57       | 4     |
| Bolton Wanderers F. C. | Inglaterra     | 2024-     | 44       | 1     |